# 本納站
本納站（日语：／ Honnō eki */?）是位於千葉縣茂原市長尾2667號，東日本旅客鐵道（JR東日本）的外房線車站。

## 歷史
- 1897年（明治30年）4月17日：房總鐵道車站啟用[1]。為旅客和貨物車站。
- 1907年（明治40年）9月1日：房鐵鐵道被國有化（日语：鉄道国有法），成為帝國鐵道廳車站[1]。
- 1971年（昭和46年）7月1日：結束貨物起卸業務。
- 1987年（昭和62年）4月1日：伴隨國鐵分割民營化，車站由東日本旅客鐵道（JR東日本）營運[1]。
- 1997年（平成9年）6月29日：站內CTC化[2]。
- 2001年（平成13年）11月18日：此站開始使用IC卡「Suica」[3]。
- 2010年（平成22年）12月4日：日間直通至京葉線的快速列車開始停靠此站[4]。
- 2014年（平成26年）4月1日：當日起綠色窗口結業。

## 車站構造

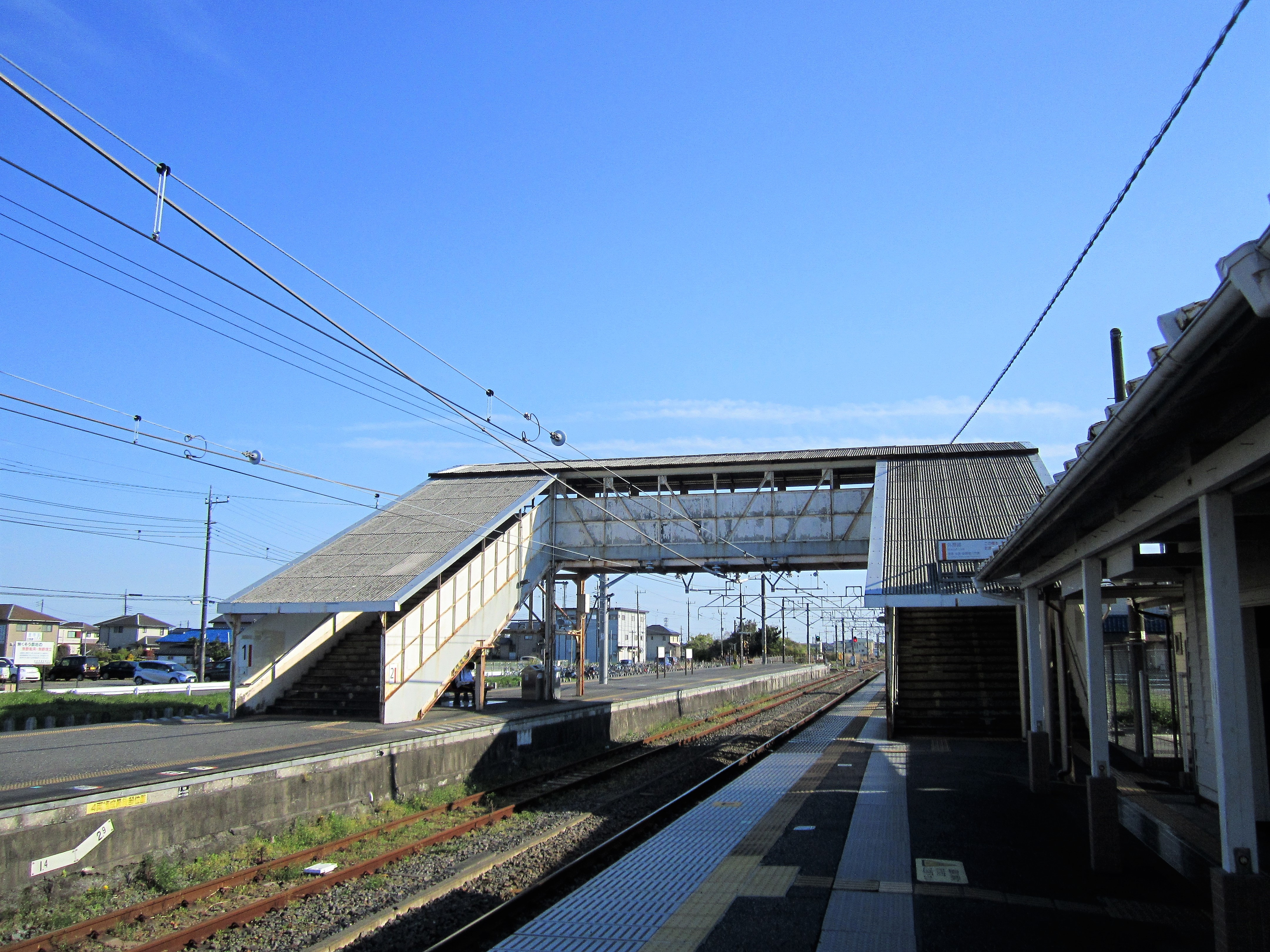
月台（2019年4月13日）

此站是地面車站，設有1面1線的單式月台和1面2線的島式月台，共有2面3線的月台。靠近車站大樓的單式月台，於車站東邊的是島式月台。各月台靠近新茂原一方設有跨線橋連接。
車站大樓是一座木造建築物，地基部分使用磚頭砌成。大樓內設有大型候車室，也設有自動售票機和自動閘機。另外，廁所（在2008年3月開始使用）位於島式月台上和候車室內。
在2006年（平成18年）前，此站是直營車站。隨後變成業務委託車站，委托JR千葉鐵道服務負責車站業務。現時委托了JR東日本車站業務負責車站業務，並由茂原站管理此站。
在2010年（平成22年）2月10日起，引入了外房線PRC型自動廣播系統。

### 月台
| 月台 | 路線    | 上下行 | 方向                       | 備註     |
| ---- | ------- | ------ | -------------------------- | -------- |
| 1    | ■外房線 | 下行   | 茂原、大原、安房鴨川方向   |          |
| 2    | ■外房線 | 下行   | 茂原、大原、安房鴨川方向   | 待避列車 |
| 2    | ■外房線 | 上行   | 大網、東金、千葉、東京方向 | 待避列車 |
| 3    | ■外房線 | 上行   | 大網、東金、千葉、東京方向 |          |

參考
- 上下行均設有1班列車於2號月台到發。
- 月台可容納10卡車廂。但是在月台外設有11輛和15輛停止位置目標。

## 使用狀況
在2019年（令和元年）度1日平均乘車人次為1,605人，以下為乘車人次變化列表：
| 乘車人次變化       | 乘車人次變化     | 乘車人次變化 |
| 年度               | 1日平均 乘車人次 | 參考資料     |
| 年度               | 1日平均 乗車人員 | 出典         |
| ------------------ | ---------------- | ------------ |
| 1990年（平成02年） | 2,021            | [ * 1 ]      |
| 1991年（平成03年） | 2,066            | [ * 2 ]      |
| 1992年（平成04年） | 2,204            | [ * 3 ]      |
| 1993年（平成05年） | 2,229            | [ * 4 ]      |
| 1994年（平成06年） | 2,251            | [ * 5 ]      |
| 1995年（平成07年） | 2,327            | [ * 6 ]      |
| 1996年（平成08年） | 2,324            | [ * 7 ]      |
| 1997年（平成09年） | 2,241            | [ * 8 ]      |
| 1998年（平成10年） | 2,186            | [ * 9 ]      |
| 1999年（平成11年） | 2,219            | [ * 10 ]     |
| 2000年（平成12年） | 2,237            | [ * 11 ]     |
| 2001年（平成13年） | 2,202            | [ * 12 ]     |
| 2002年（平成14年） | 2,070            | [ * 13 ]     |
| 2003年（平成15年） | 2,001            | [ * 14 ]     |
| 2004年（平成16年） | 2,032            | [ * 15 ]     |
| 2005年（平成17年） | 2,036            | [ * 16 ]     |
| 2006年（平成18年） | 2,028            | [ * 17 ]     |
| 2007年（平成19年） | 1,993            | [ * 18 ]     |
| 2008年（平成20年） | 1,991            | [ * 19 ]     |
| 2009年（平成21年） | 1,921            | [ * 20 ]     |
| 2010年（平成22年） | 1,838            | [ * 21 ]     |
| 2011年（平成23年） | 1,814            | [ * 22 ]     |
| 2012年（平成24年） | 1,775            | [ * 23 ]     |
| 2013年（平成25年） | 1,763            | [ * 24 ]     |
| 2014年（平成26年） | 1,658            | [ * 25 ]     |
| 2015年（平成27年） | 1,656            | [ * 26 ]     |
| 2016年（平成28年） | 1,674            | [ * 27 ]     |
| 2017年（平成29年） | 1,670            | [ * 28 ]     |
| 2018年（平成30年） | 1,640            | [ * 29 ]     |
| 2019年（令和元年） | 1,605            |              |

## 車站周邊

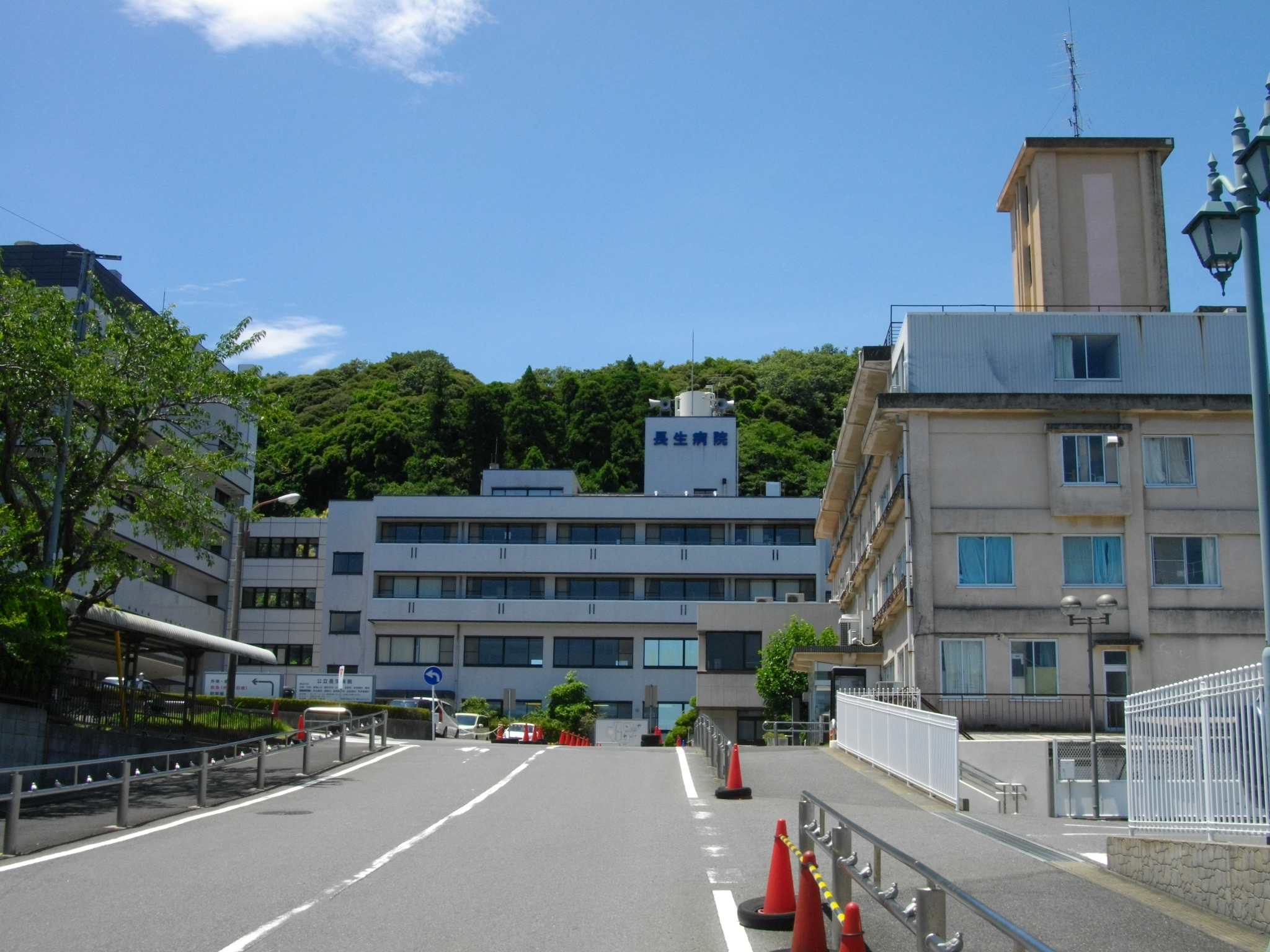
公立長生醫院

在1972年（昭和47年）茂原市合併前，此站位於長生郡本納町中心。
- 國道128號（日语：国道128号）
- 千葉縣道226號本納停車場線（日语：千葉県道226号本納停車場線）
- 茂原市政廳本納分所
- 公立長生醫院（日语：公立長生病院）
- 長生郡市廣域市町村圈組合（日语：長生郡市広域市町村圏組合）中央消防署本納分遣所
- 本納公民館
- 本納郵局
- JA長生（日语：長生農業協同組合）本納分店
- 茂原北陵高等學校（日语：茂原北陵高等学校）
- 茂原市立本納中學
- 茂原市立本納小學
- 茂原市立本納保育所
- 茂原工業團地
- 橘樹神社（日语：橘樹神社 (茂原市)）
- 本納城（日语：本納城）址

## 巴士路線
| 乘車處 | 乘車處           | 系統                       | 主要途經         | 目的地       | 巴士公司             |
| ------ | ---------------- | -------------------------- | ---------------- | ------------ | -------------------- |
| 本納站 | 本01             | 吉田、白子中央公民館前     | 白子車廠         | 小湊鐵道     |                      |
| 本納站 | 本02             | 吉田                       | 白子中央公民館前 | 小湊鐵道     |                      |
| 本納站 | 本03             |                            | 北稜高校         | 小湊鐵道     | 學校假期暫停服務     |
| 本納站 | 北部（豐岡）路線 | 萱場北谷集會所、豐岡小學前 | 清水集會所       | 茂原市民巴士 | 逢星期一、三、五服務 |
| 本納站 | 北部（豐岡）路線 | 萱場上谷青年館、豐岡小學前 | 清水集會所       | 茂原市民巴士 | 逢星期二、四服務     |
| 本納站 | 北部（豐岡）路線 |                            | 長生醫院         | 茂原市民巴士 | 只於平日服務         |

從前設有大網09系統，行走於茂原站～大網站之間，只於星期六設有1往返班次，現已取消。

## 其他
- 茂原市向JR東日本要求快速列車停靠此站，並翻新車站大樓、月台加設上蓋和開設東出口閘口。
- 曾經在車站候車室內設有大量提燈裝飾。

## 相鄰車站
東日本旅客鐵道（JR東日本）
■外房線
■通勤快速、■快速（除了日間時段以外，途經京葉線）、■快速（途經總武線）
通過
■快速（日間時段，途經京葉線）、■普通（各站停車）
永田－本納－新茂原

## 注腳

### 使用狀況
1. ↑  千葉縣統計年鑑 （页面存档备份，存于）（日語） - 千葉縣
2. ↑  統計もばら （页面存档备份，存于）（日語） - 茂原市

JR東日本2000年度以後的乘車人次
1. ↑  各駅の乗車人員（2000年度） （页面存档备份，存于）（日語） - JR東日本
2. ↑  各駅の乗車人員（2001年度） （页面存档备份，存于）（日語） - JR東日本
3. ↑  各駅の乗車人員（2002年度） （页面存档备份，存于）（日語） - JR東日本
4. ↑  各駅の乗車人員（2003年度） （页面存档备份，存于）（日語） - JR東日本
5. ↑  各駅の乗車人員（2004年度） （页面存档备份，存于）（日語） - JR東日本
6. ↑  各駅の乗車人員（2005年度） （页面存档备份，存于）（日語） - JR東日本
7. ↑  各駅の乗車人員（2006年度） （页面存档备份，存于）（日語） - JR東日本
8. ↑  各駅の乗車人員（2007年度） （页面存档备份，存于）（日語） - JR東日本
9. ↑  各駅の乗車人員（2008年度） （页面存档备份，存于）（日語） - JR東日本
10. ↑  各駅の乗車人員（2009年度） （页面存档备份，存于）（日語） - JR東日本
11. ↑  各駅の乗車人員（2010年度） （页面存档备份，存于）（日語） - JR東日本
12. ↑  各駅の乗車人員（2011年度） （页面存档备份，存于）（日語） - JR東日本
13. ↑  各駅の乗車人員（2012年度） （页面存档备份，存于）（日語） - JR東日本
14. ↑  各駅の乗車人員（2013年度） （页面存档备份，存于）（日語） - JR東日本
15. ↑  各駅の乗車人員（2014年度） （页面存档备份，存于）（日語） - JR東日本
16. ↑  各駅の乗車人員（2015年度） （页面存档备份，存于）（日語） - JR東日本
17. ↑  各駅の乗車人員（2016年度） （页面存档备份，存于）（日語） - JR東日本
18. ↑  各駅の乗車人員（2017年度） （页面存档备份，存于）（日語） - JR東日本
19. ↑  各駅の乗車人員（2018年度） （页面存档备份，存于）（日語） - JR東日本
20. ↑  各駅の乗車人員（2019年度） （页面存档备份，存于）（日語） - JR東日本

千葉縣統計年鑑
1. ↑  千葉縣統計年鑑（平成3年） （页面存档备份，存于）（日語）
2. ↑  千葉縣統計年鑑（平成4年） （页面存档备份，存于）（日語）
3. ↑  千葉縣統計年鑑（平成5年） （页面存档备份，存于）（日語）
4. ↑  千葉縣統計年鑑（平成6年） （页面存档备份，存于）（日語）
5. ↑  千葉縣統計年鑑（平成7年） （页面存档备份，存于）（日語）
6. ↑  千葉縣統計年鑑（平成8年） （页面存档备份，存于）（日語）
7. ↑  千葉縣統計年鑑（平成9年） （页面存档备份，存于）（日語）
8. ↑  千葉縣統計年鑑（平成10年） （页面存档备份，存于）（日語）
9. ↑  千葉縣統計年鑑（平成11年） （页面存档备份，存于）（日語）
10. ↑  千葉縣統計年鑑（平成12年） （页面存档备份，存于）（日語）
11. ↑  千葉縣統計年鑑（平成13年） （页面存档备份，存于）（日語）
12. ↑  千葉縣統計年鑑（平成14年） （页面存档备份，存于）（日語）
13. ↑  千葉縣統計年鑑（平成15年） （页面存档备份，存于）（日語）
14. ↑  千葉縣統計年鑑（平成16年） （页面存档备份，存于）（日語）
15. ↑  千葉縣統計年鑑（平成17年） （页面存档备份，存于）（日語）
16. ↑  千葉縣統計年鑑（平成18年） （页面存档备份，存于）（日語）
17. ↑  千葉縣統計年鑑（平成19年） （页面存档备份，存于）（日語）
18. ↑  千葉縣統計年鑑（平成20年） （页面存档备份，存于）（日語）
19. ↑  千葉縣統計年鑑（平成21年） （页面存档备份，存于）（日語）
20. ↑  千葉縣統計年鑑（平成22年） （页面存档备份，存于）（日語）
21. ↑  千葉縣統計年鑑（平成23年） （页面存档备份，存于）（日語）
22. ↑  千葉縣統計年鑑（平成24年） （页面存档备份，存于）（日語）
23. ↑  千葉縣統計年鑑（平成25年） （页面存档备份，存于）（日語）
24. ↑  千葉縣統計年鑑（平成26年） （页面存档备份，存于）（日語）
25. ↑  千葉縣統計年鑑（平成27年） （页面存档备份，存于）（日語）
26. ↑  千葉縣統計年鑑（平成28年） （页面存档备份，存于）（日語）
27. ↑  千葉縣統計年鑑（平成29年） （页面存档备份，存于）（日語）
28. ↑  千葉縣統計年鑑（平成30年） （页面存档备份，存于）（日語）
29. ↑  千葉縣統計年鑑（令和元年） （页面存档备份，存于）（日語）

## 外部連結
- 車站資訊（本納）：東日本旅客鐵道（日語）